# Night of the Lepus
Night of the Lepus (também conhecido como Rabbits) (bra: A Noite dos Coelhos) é um filme estadunidense de 1972, dos gêneros ficção científica, terror e suspense, dirigido por William F. Claxton, com roteiro de Don Holliday e Gene R. Kearney baseado no romance The Year of the Angry Rabbit (1964), de Russell Braddon.

## Sinopse
Coelhos enormes modificados geneticamente foram criados em laboratório e acabaram desenvolvendo raiva e fome nunca antes vistas. O problema se torna ainda mais grave quando, acidentalmente, os animais extremamente sanguinários são liberados na natureza, causando o caos em uma pequena comunidade no Sul dos Estados Unidos.  

## Elenco
- Stuart Whitman - Roy Bennett
- Janet Leigh - Gerry Bennett
- Rory Calhoun - Cole Hillman
- DeForest Kelley - Elgin Clark
- Paul Fix - Sheriff Cody
- Melanie Fullerton - Amanda Bennett
- Chris Morrell - Jackie Hillman
- Chuck Hayward - Jud
- Henry Wills - Frank
- Francesca Jarvis - Mildred
- William Elliott - Dr. Leopold
- Robert Hardy - Professor Dirkson
- Richard Jacome - Deputado Jason
- Evans Thornton - Major White
- Robert Gooden - Leslie
- Don Starr - Cutler

Isaac Stanford Jolley aparece como um despachante, enquanto Jerry Dunphy faz uma aparição como apresentador de televisão. DeForest Kelley e Paul Fix tinham desempenhado o mesmo papel de Oficial Médico Chefe da USS Enterprise em Star Trek.